# Иоанникий (Чекановский)
Иоанни́кий (в миру Ива́н Алексе́евич Чекано́вский; 1850, Валуйки, Воронежская губерния — не ранее 1926) — обновленческий епископ Валуйский, до 1922 года — епископ Русской православной церкви, епископ Бобровский, викарий Воронежской епархии. Отец обновленческого митрополита Александра (Чекановского).

## Биография
Родился в 1850 году в городе Валуйки Воронежской губернии в семье протоиерея. В 1865 году окончил Воронежское духовное училище. В 1871 году окончил Воронежскую духовную семинарию по первому разряду.
После окончания семинарии вступил в брак с Александрой Алексеевской, дочерью священника Аполлона Алексеевского. Семья была многодетной.
17 января 1875 года поступил преподавателем в Бирюченское духовное училище в чине коллежского регистратора. Дослужился до чина губернский секретарь. 
Рукоположен в сан священника и назначен настоятелем храма в слободе Воронцовка Павловского уезда Воронежской губернии.
28 марта 1916 года награждён саном протоиерея.
Овдовел. Пострижен в монашество. 16 мая 1921 года в Благовещенском соборе Митрофановского монастыря хиротонисан во епископа Бобровского, викария Воронежской епархии. Хиротонию возглавил архиепископ Тихон (Василевский).
В июне 1922 года вместе с архиепископом Воронежским Тихоном (Василевским) уклонился в обновленческий раскол.
4 сентября того же года постановлением обновленческого ВЦУ уволен на покой по болезни.
В 1924 году назначен епископом Задонским, викарием Воронежской обновленческой епархии.
3 марта 1925 года назначен епископом Валуйским, викарием Воронежской обновленческой епархии.
В декабре 1926 года уволен на покой и через некоторое время скончался.